# ズアカコクイナ
ズアカクイナ(頭赤小水鶏、学名：Laterallus viridis) は、ツル目クイナ科に分類される鳥類の一種である。別名ズアカコビトクイナとも呼ばれる。本種をムネアカクイナ属（Anurolimnas）に分類する説もある。その場合学名は、Anurolimnas fviridisとなる。

## 分布
コロンビア東部からブラジル南部にかけて分布する。

## 形態
体長16-18cm。体の上面はオリーブ色がかった褐色で、雨覆は赤茶色をおびている。顔は灰色で頭頂部は明るい赤茶色である（これが和名の由来となっている）。体の下面は明るい赤茶色である。虹彩は黄色がかった赤色、嘴は灰褐色で、脚は赤みのある桃色である。

## 生態
熱帯や亜熱帯の森林の周辺の二次林や草原に生息する。
昆虫類や植物の種子を食べる。
1-6月が繁殖期で、草の茂みの中や低木の枝に営巣する。1腹1-3個の卵を産む。

## 亜種
以下の2亜種に分類される。
- Laterallus viridis viridis

基亜種。コロンビア東南部からブラジル南部に分布する。
- Laterallus viridis brunnescens

コロンビア東部に分布する。